# Seweryn Krajewski
Seweryn Krajewski (ur. 3 stycznia 1947 w Nowej Soli) – polski kompozytor, piosenkarz, multiinstrumentalista oraz lider zespołu Czerwone Gitary.
Kompozytor popularnych piosenek rozrywkowych, m.in. „Nie zadzieraj nosa”, „Dzień jeden w roku”, „Takie ładne oczy”, „Anna Maria”, „Gondolierzy znad Wisły”, „Szary kolor twoich oczu”, „Tak bardzo się starałem”, „Dozwolone od lat 18”, „Płoną góry, płoną lasy”, „Ciągle pada”, „Słowo jedyne – ty”, „Niebo z moich stron”, „Remedium”, „Ludzkie gadanie”, „Nie spoczniemy”, „Niech żyje bal”, „Uciekaj moje serce”, „Wielka miłość” i „Chodź, przytul, przebacz”.

## Życiorys
Urodził się w Nowej Soli, a dorastał w Sopocie, dokąd przeprowadził się z rodziną w 1949 roku. Jest absolwentem klasy skrzypiec Państwowej Szkoły Muzycznej i Liceum Muzycznego w Gdańsku, do którego uczęszczał od 1961 roku. W okresie szkolnym był gitarzystą i wokalistą w zespołach „Błękitni” oraz „Złote Struny”. Od 1963 współpracował z zespołem „Pięciolinie”, następnie z Czerwono-Czarnymi. W grudniu 1965 został członkiem grupy Czerwone Gitary, w której razem z Jerzym Kosselą i Krzysztofem Klenczonem śpiewali skomponowane głównie przez siebie piosenki. W 1967 za utwory „Co za dziewczyna” i „Stracić kogoś” otrzymał Nagrodę Polskiej Federacji Jazzowej za debiut kompozytorski na 5. KFPP w Opolu. W 1968 otrzymał wyróżnienie za piosenkę „Gondolierzy znad Wisły” na 6. KFPP w Opolu. Równolegle z działalnością zespołu działał solowo, m.in. skomponował muzykę do musicalu bigbitowego Według Aleksandra Fredry – »Gwałtu co się dzieje?« – komedia w trzech aktach (1969).
W 1997 rozstał się z Czerwonymi Gitarami i kontynuował karierę solową. Nagrał albumy długogrające utrzymane w stylistyce muzyki pop (m.in. Baw mnie, Lubię ten smutek. Opowieści muzyczne vol. I, Jestem), a także ballady do słów Agnieszki Osieckiej (Strofki na gitarę, Części zamienne. Strofki na gitarę 2). Jest autorem muzyki filmowej, m.in. do filmów: Och, Karol, Kochankowie mojej mamy, Wakacje w Amsterdamie, Kogel-mogel, Galimatias, czyli kogel-mogel II, Uprowadzenie Agaty, a także do seriali Jan Serce i Kopciuszek. Komponował również przeboje dla innych wykonawców, m.in. dla Ireny Jarockiej, Urszuli Sipińskiej, Maryli Rodowicz i Krzysztofa Krawczyka.
W 2007 roku podczas 44. KFPP w Opolu odbył się koncert pt. Niebo z moich stron poświęcony twórczości Krajewskiego. W 2008 ukazała się płyta Edyty Geppert pt. Nic nie muszę, na której znalazły się kompozycje Krajewskiego w aranżacji Krzysztofa Herdzina. W 2009 roku wydał 2 albumy: nakładem „Wydawnictwa św. Stanisława BM” wydał album pt. Seweryn Krajewski śpiewa wiersze Karola Wojtyły oraz nakładem wydawnictwa Sony Music płytę koncertową pt. Na przekór nowym czasom – live nagraną w duecie z Andrzejem Piasecznym. Drugi z krążków uzyskał status platynowej płyty za wysoką sprzedaż w Polsce. 10 października występem w Kielcach zainaugurował cykl wspólnych koncertów z Piasecznym, tym samym po 13 latach przerwy powracając na estradę. 7 grudnia 2009 wydał wznowienie albumu pt. Jestem.
W 2011 otrzymał Fryderyka dla kompozytora roku w sekcji muzyki rozrywkowej, a także został odznaczony przez ministra kultury i dziedzictwa narodowego Bogdana Zdrojewskiego Złotym Medalem „Zasłużony Kulturze Gloria Artis”, a jesienią otrzymał Wiktora dla gwiazdy piosenki oraz Mateusza za całokształt twórczości i za „kompozytorski talent i muzykę wzruszającą kolejne pokolenia”.

## Życie prywatne
W latach 1974–2017 był mężem Elżbiety Krajewskiej. Para doczekała się dwóch synów: Sebastiana (ur. 1975) i Maksymiliana (1984–1990), który zginął w wypadku samochodowym. Następnie związał się z Heleną Giersz, wraz z którą osiadł w Clifton, w Stanach Zjednoczonych.

## Dyskografia
| 1981                           | Strofki na gitarę - Data: 1981 - Wydawca: Polskie Nagrania Muza                                                | – |                   |
| 1983                           | Uciekaj moje serce - Data: 1983 - Wydawca: Wifon                                                               | – |                   |
| 1986                           | Reflective Moods - Data: 1986 - Wydawca: Coloursound Library                                                   | – |                   |
| 1986                           | Baw mnie - Data: 1986 - Wydawca: Wifon                                                                         | – |                   |
| 1987                           | Romantic Reflections - Data: 1987 - Wydawca: Coloursound Library                                               | – |                   |
| 1989                           | Części zamienne - Data: 1989 - Wydawca: Polskie Nagrania Muza                                                  | – |                   |
| 1995                           | Koniec - Data: 1995 - Wydawca: Tra-La-La                                                                       | – |                   |
| 1995                           | Najpiękniejsza - Data: 1995 - Wydawca: Tra-La-La                                                               | – |                   |
| 1998                           | Czekasz na tę jedną chwilę... - Data: 1998 - Wydawca: Yesterday                                                | – |                   |
| 2001                           | Lubię ten smutek - Data: 30 stycznia 2001 - Wydawca: Soliton                                                   | – |                   |
| 2003                           | Jestem - Data: 27 sierpnia 2003 - Wydawca: Sony Music                                                          | 9 |                   |
| 2009                           | Seweryn Krajewski śpiewa wiersze Karola Wojtyły - Data: 24 marca 2009 - Wydawca: Wydawnictwo św. Stanisława BM | – |                   |
| 2011                           | Jak tam jest - Data: 21 lutego 2011 - Wydawca: Sony Music                                                      | 1 | - platynowa płyta |
| 2012                           | Zimowe piosenki (oraz Andrzej Piaseczny) - Data: 13 listopada 2012 - Wydawca: Sony Music                       | 1 | - platynowa płyta |
| 2018                           | Strofki (oraz Agnieszka Osiecka) - Data: 16 lutego 2018 - Wydawca: Sony Music                                  | 9 |                   |
| „–” pozycja nie była notowana. | |   |                   |

| Rok  | Tytuł                                                                                                   | Pozycja na liście | Certyfikat ZPAV      |
| Rok  | Tytuł                                                                                                   | POL               | Certyfikat ZPAV      |
| ---- | --- | ----------------- | -------------------- |
| 2009 | Na przekór nowym czasom – live (oraz Andrzej Piaseczny) - Data: 30 listopada 2009 - Wydawca: Sony Music | 2                 | - 2× platynowa płyta |

| 1999                           | Gold - Data: 5 marca 1999 - Wydawca: Koch                                            | –  |               |
| 2001                           | Złota kolekcja. Pogoda na szczęście - Data: 17 listopada 2001 - Wydawca: Pomaton EMI | 2  | - złota płyta |
| 2005                           | Przemija uroda w nas - Data: 23 lutego 2005 - Wydawca: Agencja Artystyczna MTJ       | –  |               |
| 2007                           | Polskie życie - Data: 2007 - Wydawca: GM Records                                     | –  |               |
| 2008                           | Nagrania radiowe z lat 1977–1987 - Data: 21 kwietnia 2008 - Wydawca: Polskie Radio   | 47 |               |
| „–” pozycja nie była notowana. |                                                                                      |    |               |

| Rok  | Tytuł                                                                              | Uwagi               |
| ---- | ---------------------------------------------------------------------------------- | ------------------- |
| 1993 | Jan Serce - Data: 1993 - Wydawca: Digiton                                          |                     |
| 1993 | Uprowadzenie Agaty - Data: 1993 - Wydawca: Digiton                                 |                     |
| 1994 | Piosenki filmowe - Data: 1994 - Wydawca: Digiton                                   |                     |
| 2011 | Filmowo... by Krzysztof Herdzin - Data: 24 października 2011 - Wydawca: Sony Music | - ZPAV: złota płyta |

| 1985                           | „Baw mnie / Proste wzruszenia” | –  | –            |
| 2011                           | „Znowu pada”                   | 40 | Jak tam jest |
| „–” pozycja nie była notowana. |                                |    |              |

| 1982                           | „Uciekaj moje Serce”                           | 27 | –  | Uciekaj moje serce |
| 2011                           | „Na początek”                                  | –  | 34 | Jak tam jest       |
| 2011                           | „Dym” (oraz Andrzej Piaseczny, Piotr Cugowski) | –  | 25 | Jak tam jest       |
| „–” pozycja nie była notowana. |                                                |    |    |                    |

2018 „Słony smak twoich ust” „Dalszy ciąg wydarzeń” (TBC) 2019

### Inne
| Rok  | Tytuł                                                       | Uwagi                                                                                     |
| ---- | ----------------------------------------------------------- | ----------------------------------------------------------------------------------------- |
| 1968 | Stenia – Stenia                                             | - muzyka w utworach „Prócz nas nie mamy nic” i „Gdybym Ciebie nie poznała”                |
| 1968 | Jerzy Połomski – Daj!                                       | - muzyka w utworze „Jeszcze wczoraj”                                                      |
| 1969 | Alibabki – Kwiat jednej nocy                                | - muzyka w utworze „Szary kolor Twoich oczu”                                              |
| 1970 | Urszula Sipińska – Urszula Sipińska (EP)                    | - muzyka w utworach „Kwiat” i „Trzymając się za ręce”                                     |
| 1970 | Maryla Rodowicz i jej gitarzyści – Żyj mój świecie          | - muzyka w utworach „Chcę mieć syna” i „A na czas wojny”                                  |
| 1971 | Urszula Sipińska – Urszula Sipińska                         | - muzyka w utworze „Tam gdzie topole”                                                     |
| 1971 | Zdzisława Sośnicka – Zdzisława Sośnicka                     | - muzyka w utworach „Jak nazwać jutro bez Ciebie” i „Tak będzie jak chcesz”               |
| 1971 | Włodzimierz Nahorny – Jej Portret                           | - muzyka w utworze „Trzymając się za ręce”                                                |
| 1971 | Teresa Tutinas – Gorzko mi...                               | - muzyka w utworach „Tylko nam” i „Kiedy przyjdzie moja jesień”                           |
| 1973 | Eva Pilarová – Láska Je Láska / Kde Dávají Lišky Dobrou Noc | - muzyka w utworze „Kde dávají lišky dobrou noc”                                          |
| 1974 | Irena Jarocka – W cieniu dobrego drzewa                     | - muzyka w utworze „Śpiewam pod gołym niebem”                                             |
| 1974 | Hana Zagorová – Skončil Bál / Kluk, Na Kterého Můžu Dát     | - muzyka w utworze „Kluk, na kterého můžu dát”                                            |
| 1975 | Krystyna Prońko – Krystyna Prońko                           | - muzyka w utworze „Idąc za sobą”                                                         |
| 1975 | Irena Jarocka – Gondolierzy znad Wisły                      | - gitara akustyczna - muzyka w utworach „To co zdarza się raz” i „Gondolierzy znad wisły” |
| 1976 | Maryla Rodowicz – Sing-Sing                                 | - muzyka i śpiew w utworze „Ludzkie gadanie” - muzyka w utworze „Domowa czarownica”       |
| 1977 | Jerzy Połomski – Z tobą świat nie ma wad                    | - muzyka w utworze „Sentymentalny świat”                                                  |
| 1977 | Orkiestra Wojciecha Trzcińskiego – Muzyka dla Ciebie        | - muzyka w utworze „Ludzkie gadanie”                                                      |
| 1978 | Maryla Rodowicz – Wsiąść do pociągu                         | - muzyka w utworze „Remedium”                                                             |
| 1986 | Maryla Rodowicz – Gejsza nocy                               | - muzyka w utworze „Niech żyje bal”                                                       |
| 1991 | Krzysztof Klenczon – Muzyka z tamtej strony dnia Vol. 1     | - gitara, organy, pianino                                                                 |

## Nagrody i wyróżnienia
| Rok  | Kategoria                     | Nagroda  | Uwagi     |
| ---- | ----------------------------- | -------- | --------- |
| 2010 | Kompozytor roku               | Fryderyk | Nagroda   |
| 2011 | Kompozytor roku               | Fryderyk | Nagroda   |
| 2012 | Kompozytor roku               | Fryderyk | Nominacja |
| 2012 | Album roku pop (Jak tam jest) | Fryderyk | Nominacja |

## Odznaczenia
- Złoty Medal „Zasłużony Kulturze Gloria Artis” (2011)[11]
- Odznaka honorowa ZAiKS-u (1993)[81]